# 로맨스 황제
"로맨스 황제"는 1993년에 개봉한 대한민국의 영화이다.

## 캐스팅
- 박영규 : 주근노 역
- 신신애 : 허말분 역
- 이혜진 : 희진 역
- 이정희 : 미숙 역
- 김나희 : 행주댁 역
- 홍재희 : 꽃 마담 역
- 진수아 : 양 마담 역
- 주호성 : 성만 역
- 국정환 : 광일 역
- 조형기 : 경수 역
- 신성애 : 딸 역
- 한영수 : 차 기사 역
- 이덕근 : 오시백 역
- 진주희 : 여자 역
- 김경진 : 여의사 역
- 황금석 : 기사 역